# Joe Harris
Joe Harris, artiestennaam van Georges Lisabeth (Brugge, 25 december 1943 – aldaar, 1 juni 2003), was een Vlaamse zanger.

## Biografie
Georges werd geboren als het jongste kind in zijn gezin. Zijn ouders dreven een kruidenierswinkel en een café. Op jonge leeftijd speelde hij al in de Koninklijke Speelschaar Sint-Franciscus-Xaverius Brugge en op zijn twaalfde nam hij onder de naam Joske Harris zijn eerste plaat op: M'n moeke is een engel. Gedurende de eerste helft van de jaren zestig bracht hij een aantal singles uit onder de naam Joske Harry's. Daarna zong hij Engelstalige nummers met zijn band Joe Harris and The Pink Umbrellas. In 1968 had de band twee hits met Hope of a miracle en Daisy Does. Een ander Engelstalig nummer is Home isn't home anymore uit 1969. In de jaren zeventig schakelde Harris definitief over op het Nederlands.
Zijn eerste grote Vlaamse hit in 1971 was Eerst zien en dan geloven, een vertaling van Chirpy chirpy cheep cheep van de Britse formatie Middle of the Road. Uit die tijd dateert ook Nee Katrientje. Zijn grootste succes scoorde hij in 1975 met Drink rode wijn, een cover van het Udo Jürgens-nummer Griechischer Wein. De productie van dit nummer, dat ook in Nederland een hit werd, was in handen van de Nederlander Johnny Hoes. Ook daarna bleef Harris hits scoren, zoals Maria Magdalena en Santa Maria.
In de jaren tachtig nam Harris in Itegem het dancing-restaurant "Het Seyenhof" over, maar dat moest hij uiteindelijk in 1992 sluiten. Ook zijn relatie met Chrissy, met wie hij in zijn carrière verschillende duetten opnam, liep op de klippen. In 1994 ging Joe Harris samenwonen met zijn nieuwe vriendin Linda, een vroegere fan, die hij sindsdien steeds zijn vrouw noemde, ook al waren zij wettelijk niet getrouwd. In 1999 werd slokdarmkanker bij hem geconstateerd. Na een operatie wist hij die te overwinnen, maar de bijna onuitstaanbare pijnen ten gevolge van die operatie bleven hem achtervolgen. Toch trad hij nog regelmatig op in rusthuizen en op seniorenfeesten.
Op 1 juni 2003 werd Harris dood aangetroffen in Brugge, meer bepaald in het kanaal Brugge-Oostende. Volgens de politie had hij zelfmoord gepleegd. Later bij de autopsie werd echter vastgesteld dat hij overleden was aan een hartstilstand.

## Discografie

### Hitnoteringen
| Single met hitnotering(en) in de Vlaamse Ultratop 50 | Datum van verschijnen | Datum van binnenkomst | Hoogste positie | Aantal weken | Opmerkingen                                       |
| ---------------------------------------------------- | --------------------- | --------------------- | --------------- | ------------ | ------------------------------------------------- |
| Eerst zien en dan geloven                            | 1971                  | 06-03-1971            | 5               | 7            | Nr. 1 in de Vlaamse Top 10                        |
| Schwabadaba ding ding                                | 1971                  | 19-06-1971            | 6               | 12           | Nr. 1 in de Vlaamse Top 10                        |
| Zilverdropjes                                        | 1971                  | 18-12-1971            | 23              | 8            | Nr. 5 in de Vlaamse Top 10                        |
| Jij                                                  | 1971                  | 29-04-1972            | 11              | 8            | Nr. 4 in de Vlaamse Top 10                        |
| Jessamina                                            | 1972                  | 25-11-1972            | 24              | 4            | Nr. 4 in de Vlaamse Top 10                        |
| He ho mijnheer                                       | 1973                  | 10-02-1973            | 30              | 3            | Nr. 5 in de Vlaamse Top 10                        |
| Nee Katrientje                                       | 1974                  | 06-04-1974            | 12              | 10           | Nr. 6 in de BRT Top 30 Nr. 2 in de Vlaamse Top 10 |
| 'k Zing een lied, Violetta                           | 1974                  | 10-08-1974            | 20              | 6            | Nr. 3 in de Vlaamse Top 10                        |
| Drink rode wijn                                      | 1975                  | 24-05-1975            | 8               | 9            | Nr. 1 in de Vlaamse Top 10                        |
| Maria Magdalena                                      | 1977                  | 29-01-1977            | 30              | 1            | Nr. 1 in de Vlaamse Top 10                        |

| Single met eventuele hitnotering(en) in de Nederlandse Top 40 | Datum van verschijnen | Datum van binnenkomst | Hoogste positie | Aantal weken | Opmerkingen                      |
| ------------------------------------------------------------- | --------------------- | --------------------- | --------------- | ------------ | -------------------------------- |
| Drink rode wijn                                               | 1975                  | 17-05-1975            | 29              | 5            | Nr. 18 in de Nationale Hitparade |
| Ik verloor m'n hart aan het Wolgastrand                       | 1975                  | 13-09-1975            | tip             | -            |                                  |

### Overige singles
- Mona / Het is te mooi (1959, als Joske Harry's)
- American rock / Carolina kom (1960, als Joske Harry's)
- Bobby / Breek het kot af (1962, als Joske Harry's)
- Kom uit je bed, Elisabeth / Rosalina (1962, als Joske Harry's)
- I wonder if / Lovely and sweet (1963, als Joske Harris)
- Louie Louie / Hoor! Nu zeg ik het weer (1964, als Joske Harry's & The King Creoles)
- Carnaval girl / Uit het oog uit het hart (1964, als Joske Harrys)
- Good lovin' / Baby face (1964, als Joske Harry's)
- Ik zoek een meisje / Ik treur om jou (1965, als Joske Harry's)
- Daisy does (1968, met The Pink Umbrellas)
- Keep on dancing (1968, met The Pink Umbrellas)
- Cry (1968, met The Pink Umbrellas)
- Home isn't home anymore (1969)
- It happens ev'ry spring / More and more (1969)
- Along came pride (1969)
- Hope of a miracle (1970)
- Ik denk aan jou / Al duimend de wereld rond (1971, Nr. 6 in de Vlaamse Top 10)
- Mooi van ver maar zover van mooi (1972, Nr. 4 in de Vlaamse Top 10)
- Guadalajara City (1972)
- Mijn hele leven lang (1973)
- Al weet je niet wie Presley is (1973, Nr. 8 in de Vlaamse Top 10 in 1977)
- Het meisje van mijn dromen (1973, Nr. 6 in de Vlaamse Top 10)
- Vaarwel en wees gelukkig (1974)
- Mamma (1974, Nr. 5 in de Vlaamse Top 10)
- El matador (1975)
- Vaar mij weer terug (1975, Nr. 2 in de Vlaamse Top 10)
- Jou alleen (wil ik steeds om me heen) (1976, Nr. 4 in de Vlaamse Top 10)
- Rio Blanco (1977, Nr. 1 in de Vlaamse Top 10)
- Mare mare (1977, Nr. 2 in de Vlaamse Top 10)
- Tsjingeling (1977, Nr. 6 in de Vlaamse Top 10)
- Bella Donna (1978, Nr. 3 in de Vlaamse Top 10)
- Ouwe Rinus van de Veen (1978, Nr. 1 in de Vlaamse Top 10)
- Perdona me (1979, Nr. 2 in de Vlaamse Top 10)
- Ik wil 'n knoop aan je bloesje zijn (1979, Nr. 2 in de Vlaamse Top 10)
- No por favor (1980, Nr. 2 in de Vlaamse Top 10)
- Santa Maria (1980, Nr. 1 in de Vlaamse Top 10)
- Voorbij (1981, Nr. 3 in de Vlaamse Top 10)
- Butterfly (1981, Nr. 3 in de Vlaamse Top 10)
- Sharazan (1982, duet met Chrissy, Nr. 2 in de Vlaamse Top 10)
- Eviva Belgica (1982, Nr. 3 in de Vlaamse Top 10)
- Waar de zon en de zee elkaar kussen (1982, Nr. 2 in de Vlaamse Top 10)
- Amore mio (1982, Nr. 3 in de Vlaamse Top 10)
- Eindeloos verliefd (1983, Nr. 3 in de Vlaamse Top 10)
- Als sneeuw voor de zon (1983, duet met Lia Linda, Nr. 3 in de Vlaamse Top 10)
- Santa Lucia (1984, Nr. 4 in de Vlaamse Top 10)
- Aan 't witte strand van San Angelo (1984, Nr. 6 in de Vlaamse Top 10)
- Blue Hawaii bay / Mi amor (1985, duet met Chrissy, Nr. 8 in de Vlaamse Top 10)
- Zo, zoals je bent (1985, Nr. 3 in de Vlaamse Top 10)
- Te quiero mi amor (1986, Nr. 4 in de Vlaamse Top 10)
- Amore bacia mi / Viva la mama (1986, duet met Chrissy)
- Zeven rode rozen (1987)
- Liefde is 't mooiste dat bestaat (1987, duet met Chrissy, Nr. 6 in de Vlaamse Top 10)
- Jij bent m'n sunny girl (1987)
- Zij was zo jong (1987, Nr. 5 in de Vlaamse Top 10)
- Palma de Mallorca (1988)
- Jij en ik (1989)
- Dansen wil ik met jou (1991)
- Linda (1992)
- Drink rode wijn (nieuwe versie) (1996)
- Kerstmis met een vriend (2015, postuum)

### Albums
- A toast to (1968, met The Pink Umbrellas)
- Eerst zien en dan geloven (1971)
- Knokke 71 (1971)
- Meisje van mijn dromen (1973)
- He ho Joe Harris (1973)
- Mamma (1974)
- Kerstklokken klinken (1977)
- Santa Maria (1981)
- Eindeloos verliefd (1983)
- De Joe Harris en Chrissy show (1985, met Chrissy)

- Biblioteca Nacional de España: XX5901475
- MusicBrainz: b8e1b181-a210-4bea-a680-ab5a26d87240